# Antiguas instituciones de estudios superiores

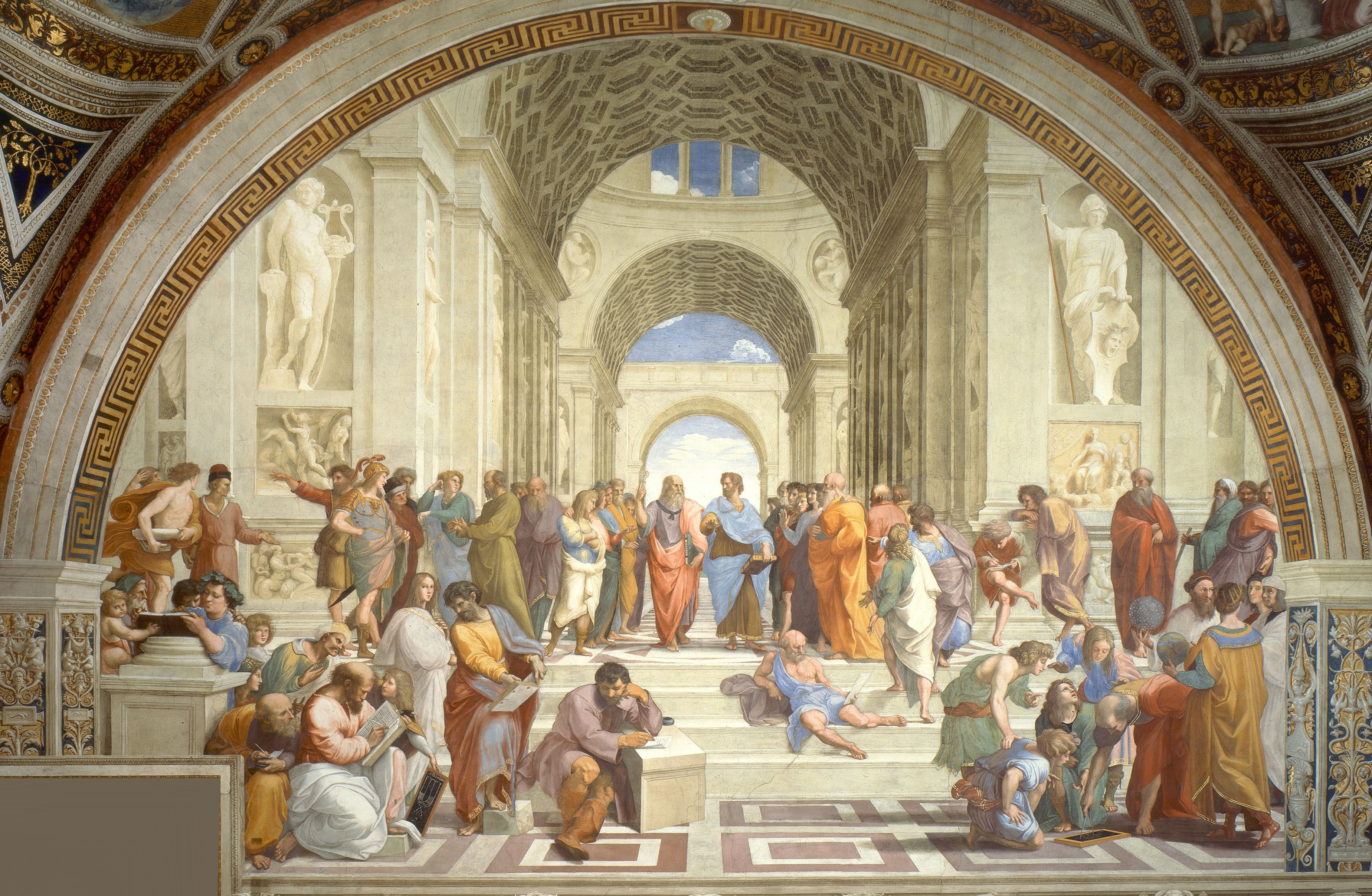
La escuela de Atenas de Rafael, representando la Academia platónica

Antiguas instituciones de altos estudios que daban una estructura institucional a la educación se encontraron en varias civilizaciones antiguas. Estos centros fueron típicamente instituciones de la enseñanza filosófica y religiosa. Hay que distinguirlas de la moderna universidad del estilo occidental que originó en la Europa medieval y fue adoptado por otras regiones globales desde el comienzo de la Edad Moderna (véase Universidad medieval y Anexo:Universidades más antiguas).

## Occidente

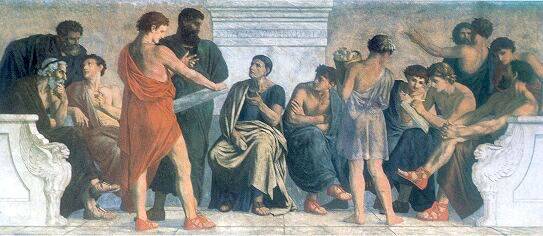
La Escuela de Aristóteles, por Gustav Adolph Spangenberg

La Academia platónica – a veces referido como la Universidad de Atenas –, fue fundada ca. 387 a. C. en Atenas, Grecia, por el filósofo Platón y duró 916 años (hasta el 529 d. C.) con interrupciones. Fue emulada durante el Renacimiento por la Academia platónica florentina, cuyos miembros se vieron en la tradición de Platón.
Uno de los alumnos de Platón, Aristóteles, fundó alrededor de 335 a. C. su Escuela peripatética cuyos miembros se reunieron en el Liceo de Atenas.
En el período helenístico, el Museion de Alejandría que incluye la famosa Biblioteca de Alejandría se convirtió en el principal instituto de investigación para la ciencia y la tecnología avanzada griega. El ingeniero Ctesibio (trabajó 285–222 a. C.) podría haber sido su primer jefe.
La reputación de estos think tanks griego fue tal que tres instituciones modernas derivan sus nombres de ellos: la academia, el liceo y el museo.
En el Pandidakterion (antigua Constantinopla), fundado oficialmente por Teodosio II en 425 d. C., se enseñaba Gramática, Retórica, Derecho, Filosofía, Matemática, Astronomía y Medicina. La institución constaba de grandes salones de conferencias, donde enseñaban sus 31 profesores.
En 529 d. C. Justiniano I cierra la Academia de Atenas para lograr la unidad religiosa en el Imperio bizantino.
En la edad medieval, la educación superior tenía lugar en las escuelas monásticas y las escuelas catedralicias, algunas de éstas se desalloraron últimamente en universidades verdaderas.

## Asia

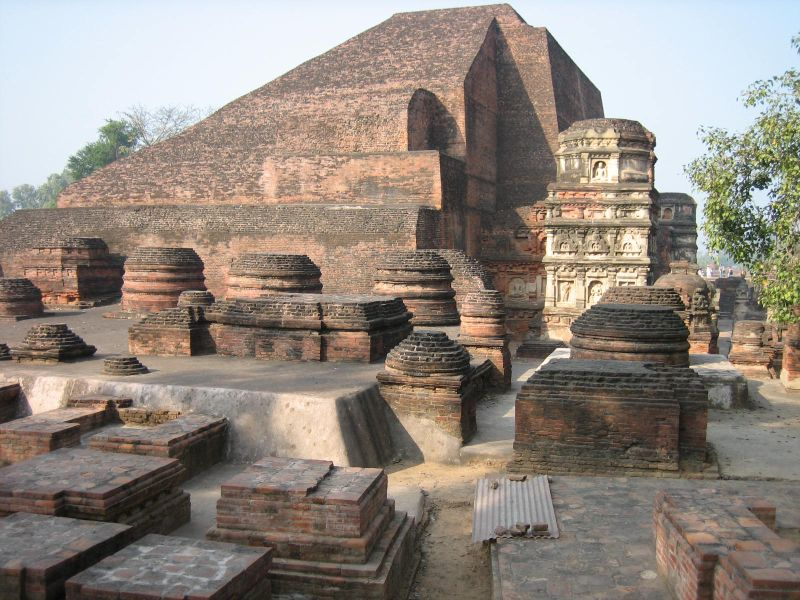
Ruinas de la estupa en Nalanda

Taxila, en la actual Pakistán, fue uno de los primeros centros budistas de enseñanza. Según referencias dispersas que se fijaron sólo un milenio más tarde, puede datar del siglo V a. C. La escuela constaba de varios monasterios sin grandes dormitorios o salas de clase que indica que la enseñanza de la religión tenía probablemente un carácter todavía bastante individualista.
Nalanda, un otro centro de estudios budista, fue establecido en el siglo V d. C. en Bihar, India. Fue destruida en el año 1193 por invasores musulmanes, lo cual marcó uno de los últimos puntos en la decadencia del budismo en la India.
En China, la antigua academia imperial conocido como Taixue se estableció en la dinastía Han en el año 3 d. C. 
La Academia de Gundishapur se estableció en el siglo III d. C. en Persia bajo el imperio de los reyes sasánidas y se desarrolló a un importante centro médico en los siglos siguientes.